# Icabarú (rijeka)
Icabarú je rijeka u Venezueli, pritoka rijeke Caroni. Pripada porječju rijeke Orinoco.